# Brigueuil
Brigueuil est une commune du Sud-Ouest de la France, située dans le département de la Charente (région Nouvelle-Aquitaine).
Ses habitants sont appelés les Brigueuillois et les Brigueuilloises, ou les Brigueuillauds et les Brigueuillaudes.

## Géographie

### Localisation et accès
Brigueuil est une commune de la Charente limousine limitrophe de la Haute-Vienne et la plus orientale du département de la Charente.
Elle est située à 16 km à l'est de Confolens et 8 km au nord de Saint-Junien. Elle est aussi à 9 km de Lesterps et d'Étagnac, 14 km de Chabanais, 34 km de Limoges et 64 km d'Angoulême.
La route principale desservant la commune est la D 30, route de Confolens à Saint-Junien, qui passe au bourg. D'autres routes départementales de moindre importance desservent aussi le bourg et irriguent la commune ; la D 165, la D 350, la D 351.
La D 675 entre Saint-Junien et Bellac borde la commune à l'est. La N 141 entre Angoulême et Limoges, maillon de la route Centre-Europe Atlantique, passe à 2 km au sud de la commune en Haute-Vienne, et on y accède par Étagnac ou à l'est de Saint-Junien.
La gare la plus proche est celle de Saint-Junien, desservie par des TER à destination d'Angoulême et de Limoges.
L'aéroport de Limoges-Bellegarde est à 26 km.

### Hameaux et lieux-dits
La commune compte de nombreuses fermes et quelques hameaux, comme Villars et Bussiéreix au sud, Marcillac et Villeneuve à l'est de l'autre côté de la forêt de Brigueuil, le Puy à l'ouest, etc..

### Communes limitrophes
| Saint-Christophe | Montrollet                  | Javerdat (Haute-Vienne)               |
| Saulgond         | Brigueuil                   | Saint-Brice-sur-Vienne (Haute-Vienne) |
|                  | Saint-Junien (Haute-Vienne) |                                       |

### Géologie et relief
Comme toute cette partie nord-est du département de la Charente qu'on appelle la Charente limousine, la commune de Brigueuil se trouve sur le plateau du Limousin, partie occidentale du Massif central, composé de roches cristallines et métamorphiques, relique de la chaîne hercynienne.
Le sous-sol d'une grande moitié orientale de la commune se compose essentiellement de granit. On trouve de la diorite dans un grand quart sud-ouest, et du gneiss à l'extrémité nord-est du territoire,,.
La commune de Brigueuil occupe un vaste plateau ondulé incliné vers l'ouest, dont l'altitude moyenne dépasse 250 m. Les altitudes s'étagent entre 190 m, dans la vallée du Goire en limite sud-ouest, et 347 m, près de Puyfragnoux au sud-est du bourg. Celui-ci est à environ 290 m d'altitude.

### Hydrographie

#### Réseau hydrographique

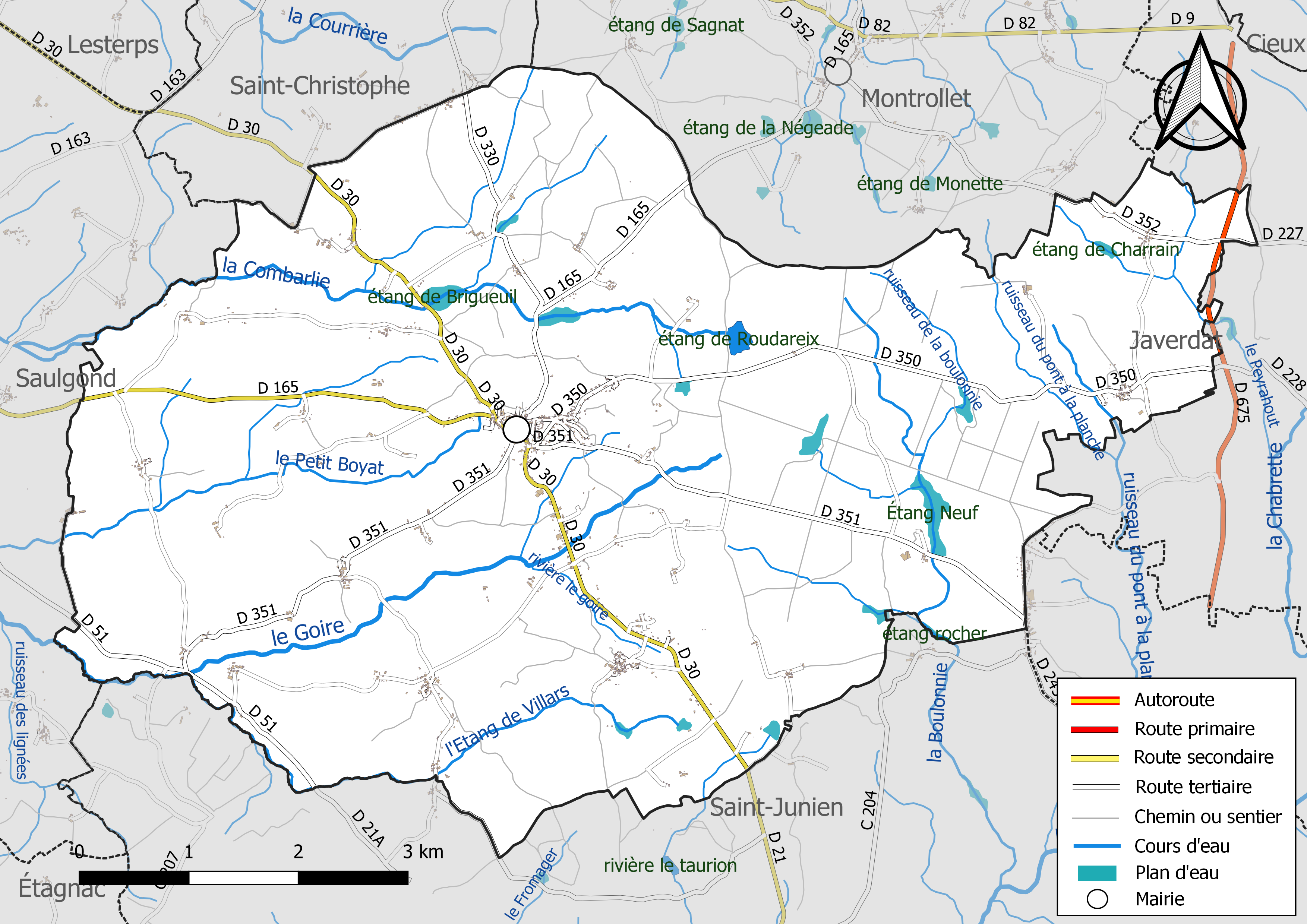
Réseaux hydrographique et routier de Brigueuil.

La commune est située dans la région hydrographique de « la Loire de la Vienne (c) à la Maine (nc) », une partie du Bassin de la Loire, au sein  du Bassin Loire-Bretagne. Elle est drainée par le Goire, la Combarlie, la Boulonnie, le Petit Boyat, l'étang de Villars le Peyrahout et par divers petits cours d'eau, qui constituent un réseau hydrographique de 50 km de longueur totale,.
Le Goire, affluent de la Vienne à Confolens, prend sa source près de Villars et traverse la commune en direction de l'ouest. D'une longueur totale de 28,7 km, prend sa source dans la commune  et se jette  dans la Vienne à Confolens, après avoir traversé 7 communes. De nombreux petits affluents le rejoignent, dont le ruisseau de l'Étang de Brigueuil au nord du bourg, le ruisseau du Petit Boyat à l'ouest du bourg, et le ruisseau de l'Étang de Villars au sud de la commune.
La Combarlie, d'une longueur totale de 11,9 km, prend sa source dans la commune  et se jette  dans la Goire à Saulgond, après avoir traversé 2 communes.
Ces ruisseaux desservent de nombreux étangs, parfois disposés en chapelets. Les étangs de Brigueuil, de Pierre Brigueuil, de Roudareix, et l'Étang Neuf sont les plus notables.

#### Gestion des cours d'eau
Le territoire communal est couvert par le schéma d'aménagement et de gestion des eaux (SAGE) « Vienne ». Ce document de planification, dont le territoire correspond au bassin du bassin de la Vienne, d'une superficie de 7 060 km2, a été approuvé le 1er juin 2006. La structure porteuse de l'élaboration et de la mise en œuvre est l'établissement public territorial de bassin Vienne. Il définit sur son territoire les objectifs généraux d’utilisation, de mise en valeur et de protection quantitative et qualitative des ressources en eau superficielle et souterraine, en respect des objectifs de qualité définis dans le troisième SDAGE  du Bassin Loire-Bretagne qui couvre la période 2022-2027, approuvé le 18 mars 2022.

### Climat
Le climat est océanique dégradé. C'est celui de la Charente limousine, plus humide et plus frais que celui du reste du département.

### Végétation
La forêt de Brigueuil occupe un tiers du territoire communal.

## Urbanisme

### Typologie
Au 1er janvier 2024, Brigueuil est catégorisée commune rurale à habitat dispersé, selon la nouvelle grille communale de densité à 7 niveaux définie par l'Insee en 2022.
Elle est située hors unité urbaine et hors attraction des villes,.

### Occupation des sols
L'occupation des sols de la commune, telle qu'elle ressort de la base de données européenne d’occupation biophysique des sols Corine Land Cover (CLC), est marquée par l'importance des territoires agricoles (69,8 % en 2018), une proportion sensiblement équivalente à celle de 1990 (70,6 %). La répartition détaillée en 2018 est la suivante : 
prairies (41,1 %), forêts (29 %), zones agricoles hétérogènes (25,3 %), terres arables (3,3 %), zones urbanisées (1,3 %). L'évolution de l’occupation des sols de la commune et de ses infrastructures peut être observée sur les différentes représentations cartographiques du territoire : la carte de Cassini (XVIIIe siècle), la carte d'état-major (1820-1866) et les cartes ou photos aériennes de l'IGN pour la période actuelle (1950 à aujourd'hui).

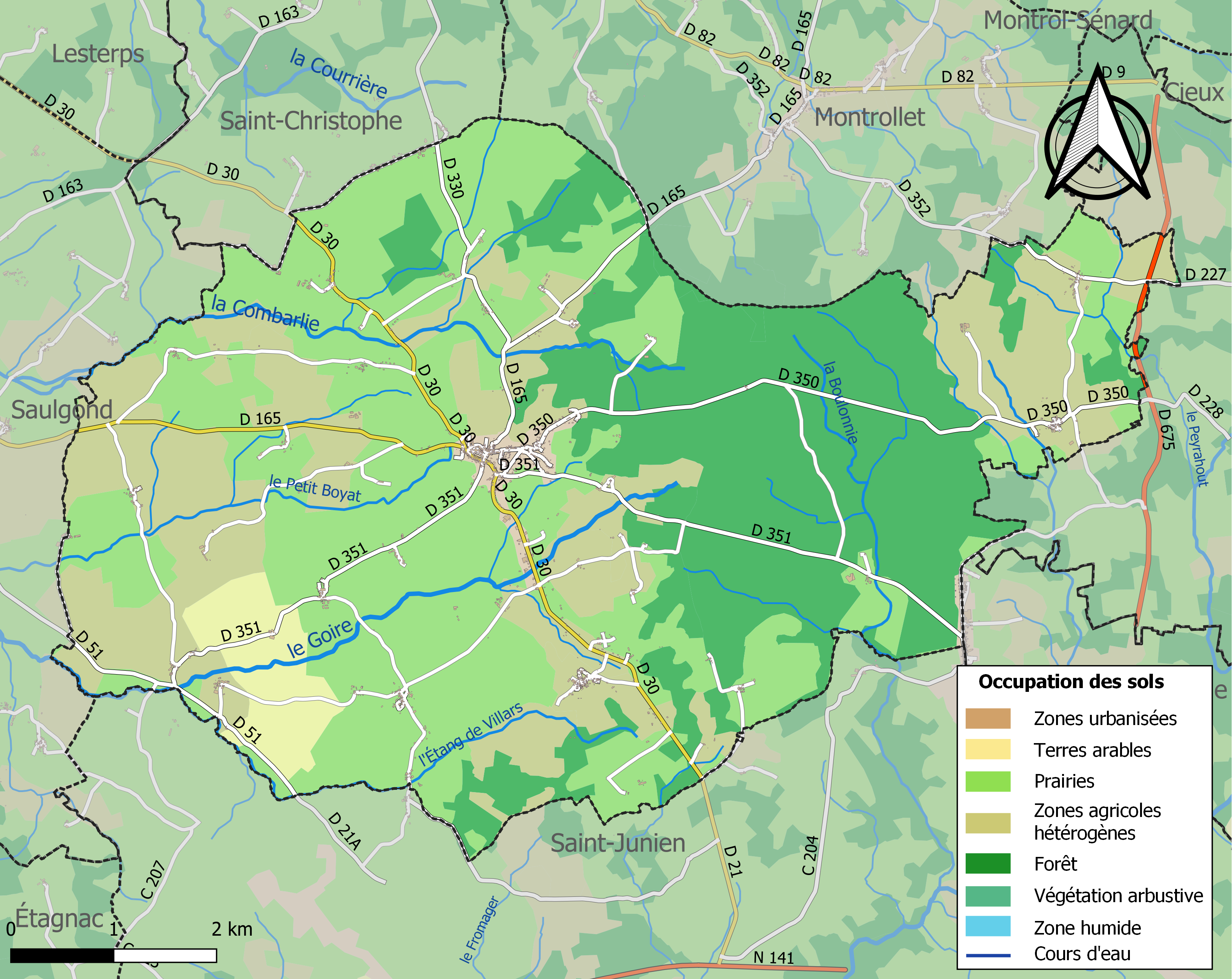
Carte des infrastructures et de l'occupation des sols de la commune en 2018 (CLC).

### Risques majeurs
Le territoire de la commune de Brigueuil est vulnérable à différents aléas naturels : météorologiques (tempête, orage, neige, grand froid, canicule ou sécheresse) et séisme (sismicité faible). Il est également exposé à un risque technologique, le transport de matières dangereuses, et à un risque particulier : le risque de radon. Un site publié par le BRGM permet d'évaluer simplement et rapidement les risques d'un bien localisé soit par son adresse soit par le numéro de sa parcelle.

#### Risques naturels

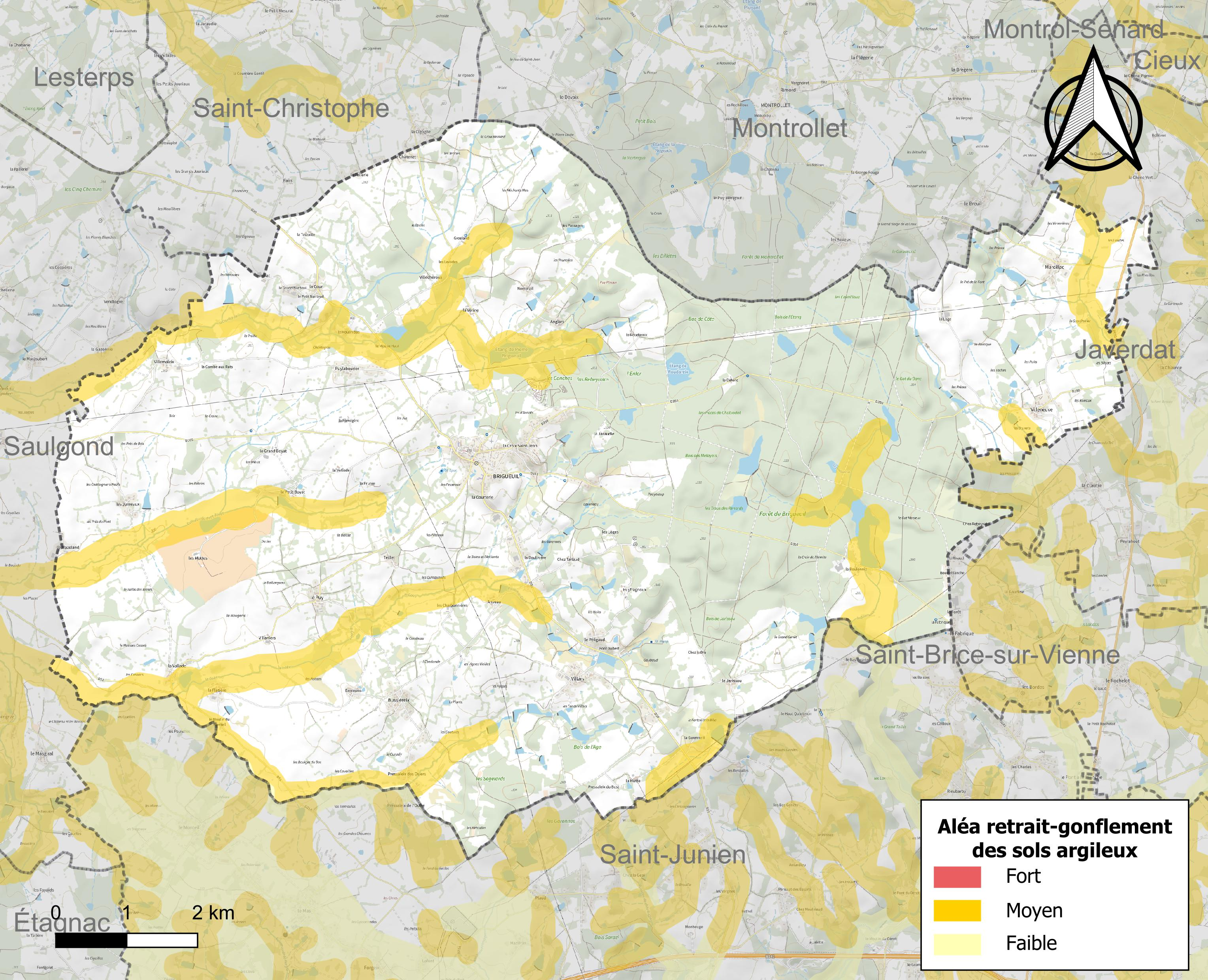
Carte des zones d'aléa retrait-gonflement des sols argileux de Brigueuil.

Le retrait-gonflement des sols argileux est susceptible d'engendrer des dommages importants aux bâtiments en cas d’alternance de périodes de sécheresse et de pluie. 14,6 % de la superficie communale est en aléa moyen ou fort (67,4 % au niveau départemental et 48,5 % au niveau national). Sur les 659 bâtiments dénombrés sur la commune en 2019, 40 sont en aléa moyen ou fort, soit 6 %, à comparer aux 81 % au niveau départemental et 54 % au niveau national. Une cartographie de l'exposition du territoire national au retrait gonflement des sols argileux est disponible sur le site du BRGM,.
Par ailleurs, afin de mieux appréhender le risque d’affaissement de terrain, l'inventaire national des cavités souterraines permet de localiser celles situées sur la commune.
La commune a été reconnue en état de catastrophe naturelle au titre des dommages causés par les inondations et coulées de boue survenues en 1982, 1983, 1993 et 1999. Concernant les mouvements de terrains, la commune a été reconnue en état de catastrophe naturelle au titre des dommages causés par des mouvements de terrain en 1999.

#### Risques technologiques
Le risque de transport de matières dangereuses sur la commune est lié à sa traversée par une ou des infrastructures routières ou ferroviaires importantes ou la présence d'une canalisation de transport d'hydrocarbures. Un accident se produisant sur de telles infrastructures est susceptible d’avoir des effets graves sur les biens, les personnes ou l'environnement, selon la nature du matériau transporté. Des dispositions d’urbanisme peuvent être préconisées en conséquence.

#### Risque particulier
Dans plusieurs parties du territoire national, le radon, accumulé dans certains logements ou autres locaux, peut constituer une source significative d’exposition de la population aux rayonnements ionisants. Certaines communes du département sont concernées par le risque radon à un niveau plus ou moins élevé. Selon la classification de 2018, la commune de Brigueuil est classée en zone 3, à savoir zone à potentiel radon significatif.

## Toponymie
Des formes anciennes sont Brigolio (non datée), Brigolius en 1094, Brigolium, Brigolhes en 1282-1382, Brigoil en 1210, Brigolium au Moyen Âge.
D'après A. Dauzat, l'origine du nom de Brigueuil remonterait à un nom de personne gaulois, *Bricus, suivi du mot-suffixe gaulois -ialo, « champ, clairière », ce qui correspondrait à « clairière de Bricus ». Cependant, J. Talbert voit dans la première partie le gaulois briga qui désigne un « bourg fortifié sur une hauteur », soit *Brigo-ialos : la « clairière de la forteresse ».
La commune de Brigueuil s'est aussi orthographiée Brigueil en 1801, peu après sa création.
Brigueuil est située dans la partie occitane de la Charente qui en occupe le tiers oriental, et se nomme Briguelh en dialecte limousin.

## Histoire
Site défensif naturel et à la limite des provinces des Lémovices et des Pictaves, Brigueuil a été habité depuis la plus haute antiquité.
Près d'Anglars, au lieu-dit Camp de César, un retranchement rectangulaire de 150 m x 95 m avec un talus de 7 m de haut était appelé Camp d'Anglard. À 500 m de là, au Roudareix, se trouve aussi le Camp de Roudareix.
La vicomté de Brigueuil appartenait à la baronnie de Rochechouart depuis le XIe siècle. Le premier vicomte de Rochechouart connu fut Aymerie Ier, surnommé Ostafranc (parfois orthographié Ostofranc).
Le territoire de Brigueuil a appartenu à l'ancienne province d'Aquitaine, puis quelque temps au Limousin, et enfin au Poitou. Religieusement il dépendait du diocèse de Limoges.
Le château s'élevait au sud des fortifications, et se prolongeait vers l'est. Les murailles faisaient deux mètres d'épaisseur, et on rentrait dans la ville par deux portes, l'une à l'est et l'autre à l'ouest, qui existent encore. Le château primitif a fait place à un château plus moderne au XVe siècle, qui a subsisté jusque vers 1825. Une haute tour carrée demeure, qui a longtemps servi d'hôtel de ville.
Après qu'en 1365, de retour d'avoir rendu hommage au roi d'Angleterre Édouard III, Louis Ostafranc se soit écrié « Mort aux Anglais ! » la ville fut en récompense exemptée de taille et d'impôts royaux et Louis eut le poste de gouverneur du Limousin.
En 1398, la vicomté passa par alliance aux mains de la famille de Reilhac, qui possédait de nombreux fiefs en Limousin et Périgord. La châtellenie de Reilhac était mouvante de la baronnie de Nontron.
Au XVe siècle, Pierre de Reilhac fut nommé grand échanson par le roi Louis XI et fut un des plus grands seigneurs de l'époque. Il avait épousé Marguerite de Chabot, fille du seigneur de Jarnac, qui lui laissa quatre enfants.
Brigueuil fut tenue par les protestants de 1567 à 1574.
Au XVIIe siècle, la terre de Brigueuil passa par mariage aux mains du duc d'Humières.
Lors de la Terreur, Brigueuil était à la famille Monstiers, très aimée de la population, qui ne fut pas inquiétée.
Le 6 avril 1943, dans le hameau de Villeneuve fut créé le maquis de la forêt de Brigueuil. Subissant les attaques allemandes les 7 et 14 novembre 1943, il s'est reconstitué dans le secteur de Chéronnac, en Haute-Vienne[réf. nécessaire].

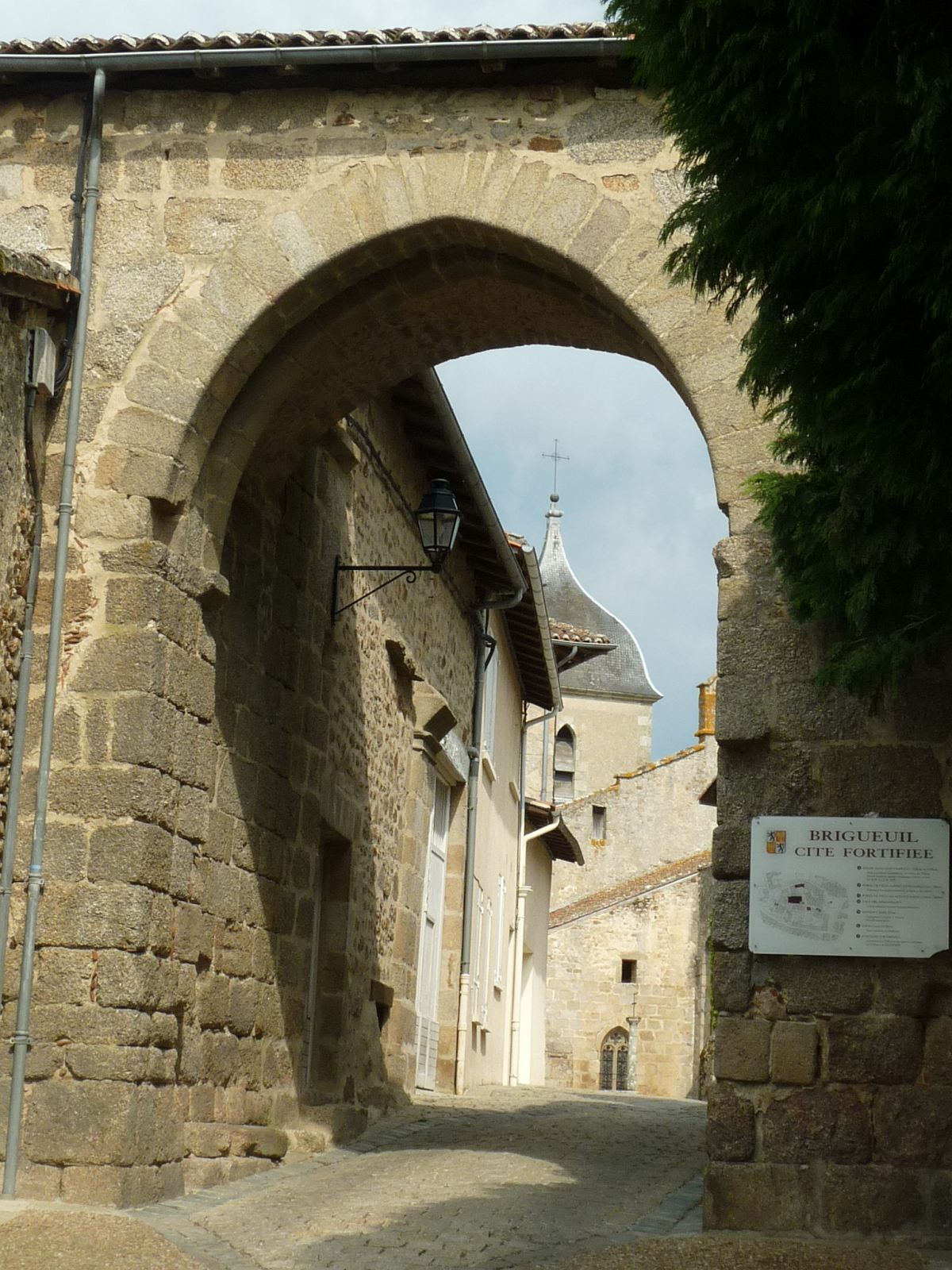
La porte orientale du vieux bourg.
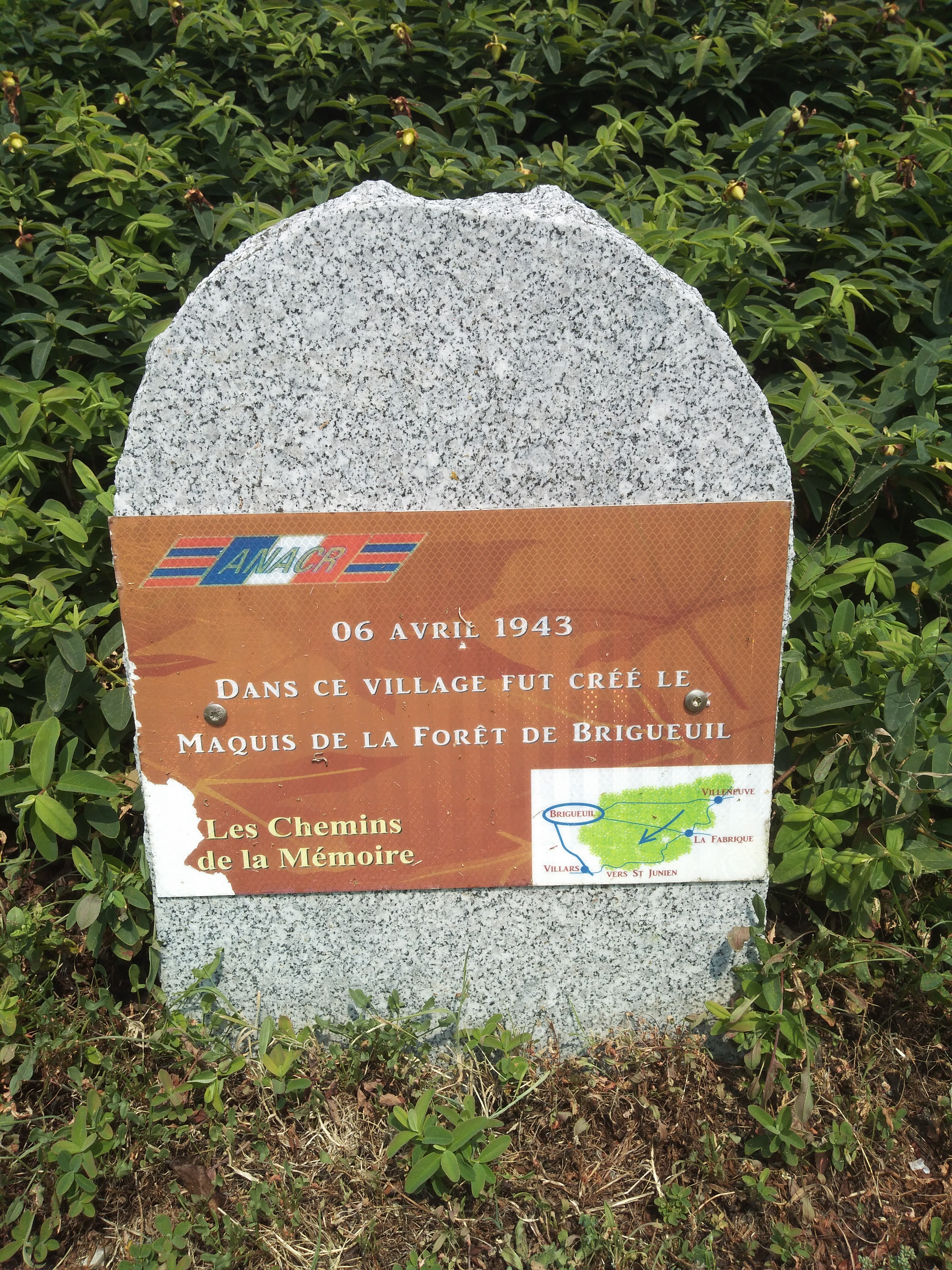
Borne des Chemins de la Mémoire ANACR du maquis de la forêt de Brigueuil.

## Politique et administration

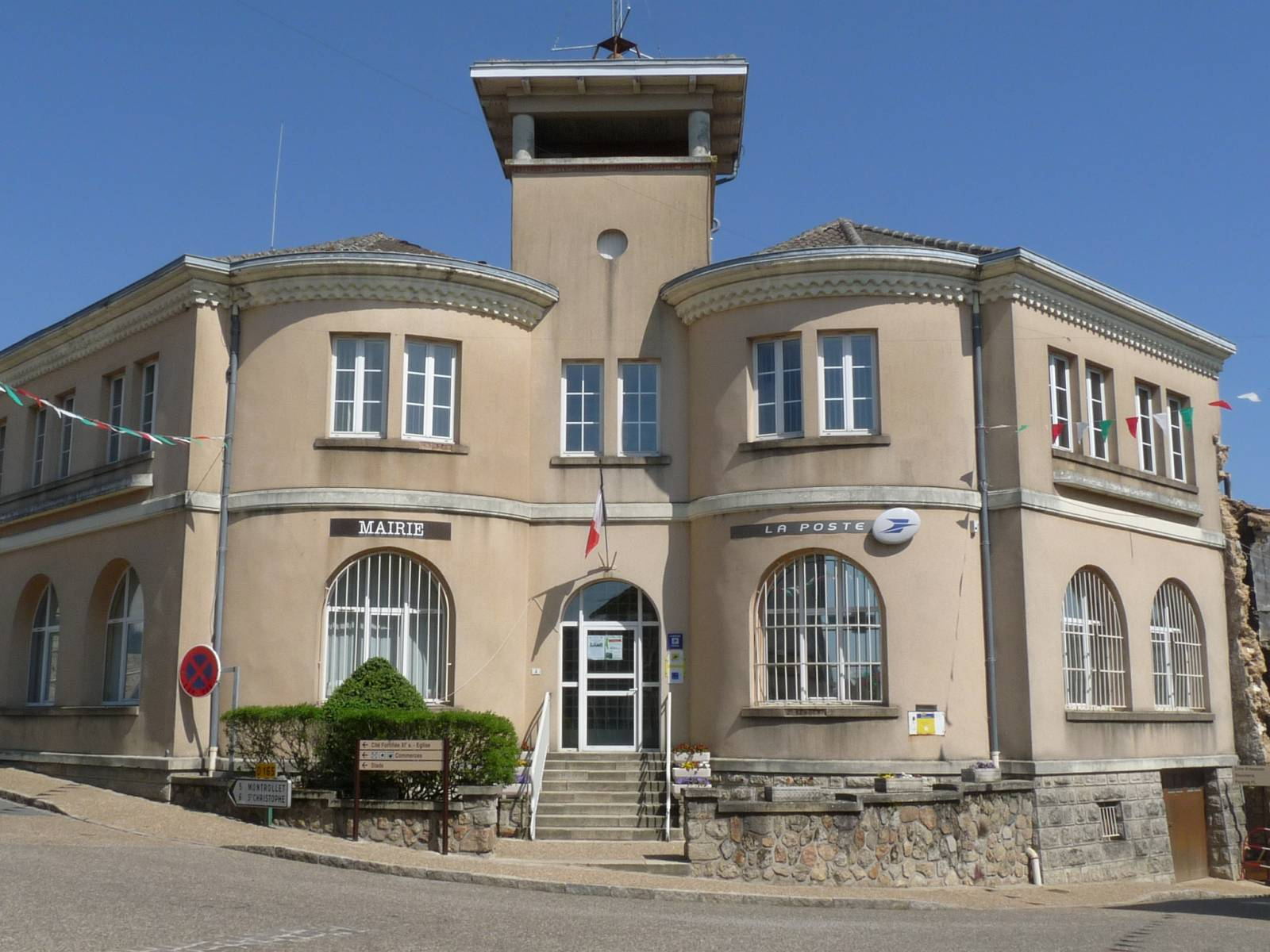
La mairie et la poste.

| Période                                  | Période  | Identité          | Étiquette | Qualité                        |
| ---------------------------------------- | -------- | ----------------- | --------- | ------------------------------ |
| 1989                                     | 1995     | Roland Denis      | SE        | Pharmacien                     |
| 1995                                     | 2001     | Gilbert Thomas    | SE        | Retraité                       |
| 2001                                     | 2008     | Roland Denis      | SE        | Pharmacien                     |
| 2008                                     | 2014     | Jacques Tondusson | SE        | Retraité employé de préfecture |
| 2014                                     | En cours | Robert Rougier    |           |                                |
| Les données manquantes sont à compléter. |          |                   |           |                                |

## Démographie

### Évolution démographique
L'évolution du nombre d'habitants est connue à travers les recensements de la population effectués dans la commune depuis 1793. Pour les communes de moins de 10 000 habitants, une enquête de recensement portant sur toute la population est réalisée tous les cinq ans, les populations de référence des années intermédiaires étant quant à elles estimées par interpolation ou extrapolation. Pour la commune, le premier recensement exhaustif entrant dans le cadre du nouveau dispositif a été réalisé en 2006.

En 2022, la commune comptait 1 101 habitants, en évolution de +1,38 % par rapport à 2016 (Charente : −0,48 %, France hors Mayotte : +2,11 %).
| 1793  | 1800  | 1806  | 1821  | 1831  | 1841  | 1846  | 1851  | 1856  |
| ----- | ----- | ----- | ----- | ----- | ----- | ----- | ----- | ----- |
| 2 064 | 2 146 | 2 152 | 2 208 | 2 200 | 2 071 | 2 050 | 2 064 | 1 986 |

| 1861  | 1866  | 1872  | 1876  | 1881  | 1886  | 1891  | 1896  | 1901  |
| ----- | ----- | ----- | ----- | ----- | ----- | ----- | ----- | ----- |
| 1 889 | 1 892 | 1 850 | 1 877 | 1 993 | 1 990 | 1 942 | 1 866 | 1 855 |

| 1906  | 1911  | 1921  | 1926  | 1931  | 1936  | 1946  | 1954  | 1962  |
| ----- | ----- | ----- | ----- | ----- | ----- | ----- | ----- | ----- |
| 1 902 | 1 881 | 1 688 | 1 541 | 1 391 | 1 323 | 1 210 | 1 214 | 1 164 |

| 1968  | 1975 | 1982 | 1990 | 1999  | 2006  | 2011  | 2016  | 2021  |
| ----- | ---- | ---- | ---- | ----- | ----- | ----- | ----- | ----- |
| 1 108 | 978  | 957  | 995  | 1 007 | 1 030 | 1 053 | 1 086 | 1 106 |

| 2022  | - | - | - | - | - | - | - | - |
| ----- | - | - | - | - | - | - | - | - |
| 1 101 | - | - | - | - | - | - | - | - |

### Pyramide des âges
En 2018, le taux de personnes d'un âge inférieur à 30 ans s'élève à 30,1 %, soit en dessous de la moyenne départementale (30,2 %). À l'inverse, le taux de personnes d'âge supérieur à 60 ans est de 33 % la même année, alors qu'il est de 32,3 % au niveau départemental.
En 2018, la commune comptait 544 hommes pour 559 femmes, soit un taux de 50,68 % de femmes, légèrement inférieur au taux départemental (51,59 %).
Les pyramides des âges de la commune et du département s'établissent comme suit.
| Hommes | Classe d’âge | Femmes |
| ------ | ------------ | ------ |
| 1,5    | 90 ou +      | 4,1    |
| 7,7    | 75-89 ans    | 13,5   |
| 22,3   | 60-74 ans    | 16,8   |
| 20,7   | 45-59 ans    | 20,4   |
| 15,8   | 30-44 ans    | 16,9   |
| 12,8   | 15-29 ans    | 14,1   |
| 19,2   | 0-14 ans     | 14,1   |

| Hommes | Classe d’âge | Femmes |
| ------ | ------------ | ------ |
| 1      | 90 ou +      | 2,7    |
| 9,2    | 75-89 ans    | 12     |
| 20,6   | 60-74 ans    | 21,3   |
| 20,7   | 45-59 ans    | 20,3   |
| 16,8   | 30-44 ans    | 16     |
| 15,6   | 15-29 ans    | 13,4   |
| 16,1   | 0-14 ans     | 14,3   |

## Économie
Une minoterie, construite en 1905 a arrêté son activité en 1936, puis a été modernisée en 1949 et s'est définitivement arrêtée en 1975.
La minoterie du Moulin Haut date de la fin du XIXe siècle et a été transformée en atelier de séchage pour les peaux de moutons et le cuir des mégisseries de Saint-Junien.

## Équipements, services et vie locale

### Enseignement
Brigueuil possède une école primaire comprenant six classes. Le secteur du collège est Saint-Junien (Louise-Michel) et du lycée Confolens (Émile-Roux),.

### Vie culturelle

#### La Rosière
Une tradition de la fin du XIXe siècle veut qu'une jeune fille soit désignée Rosière. La jeune Rosière est vêtue d'une robe blanche et se présente aux attractions festives du week-end : visite du village fortifié, fête foraine, bal, compétitions sportives...
À l'origine, la Rosière devait être née dans la commune, un Rosier était également élu (celui-ci devait être un agriculteur né dans la commune). Au fil des années, s'adaptant aux nouveaux modes de vie, une jeune fille vivant depuis au moins huit ans dans la commune peut être élue Rosière par le Conseil municipal. Les Rosiers ont fini par disparaître. Le week-end de Pâques reste l'évènement principal de la commune, accueillant de nombreux visiteurs et les médias locaux.

## Culture locale et patrimoine

### Lieux et monuments

#### Patrimoine religieux
L'église paroissiale Saint-Martial était donnée au Xe ou XIe siècle par Arvenus, trésorier de la basilique Saint-Martin de Tours à l'abbaye Saint-Martial de Limoges. L'église actuelle a été construite à la fin du XIIe siècle, et elle était en forme de croix latine. Elle a été remaniée au XVe siècle par le remplacement de son chœur et de son transept, et l'ajout des bas-côtés avec ses chapelles. Elle a été inscrite monument historique en 1925.
Elle contient le gisant et enfeu de Marguerite de Chabot, épouse du vicomte de Brigueuil, Pierre de Reilhac, décédée en 1503, ainsi qu'une dalle funéraire datant de 1682. Ces objets sont classés monument historique au titre objet depuis respectivement 1911 et 1938.

L'église Saint-Martial
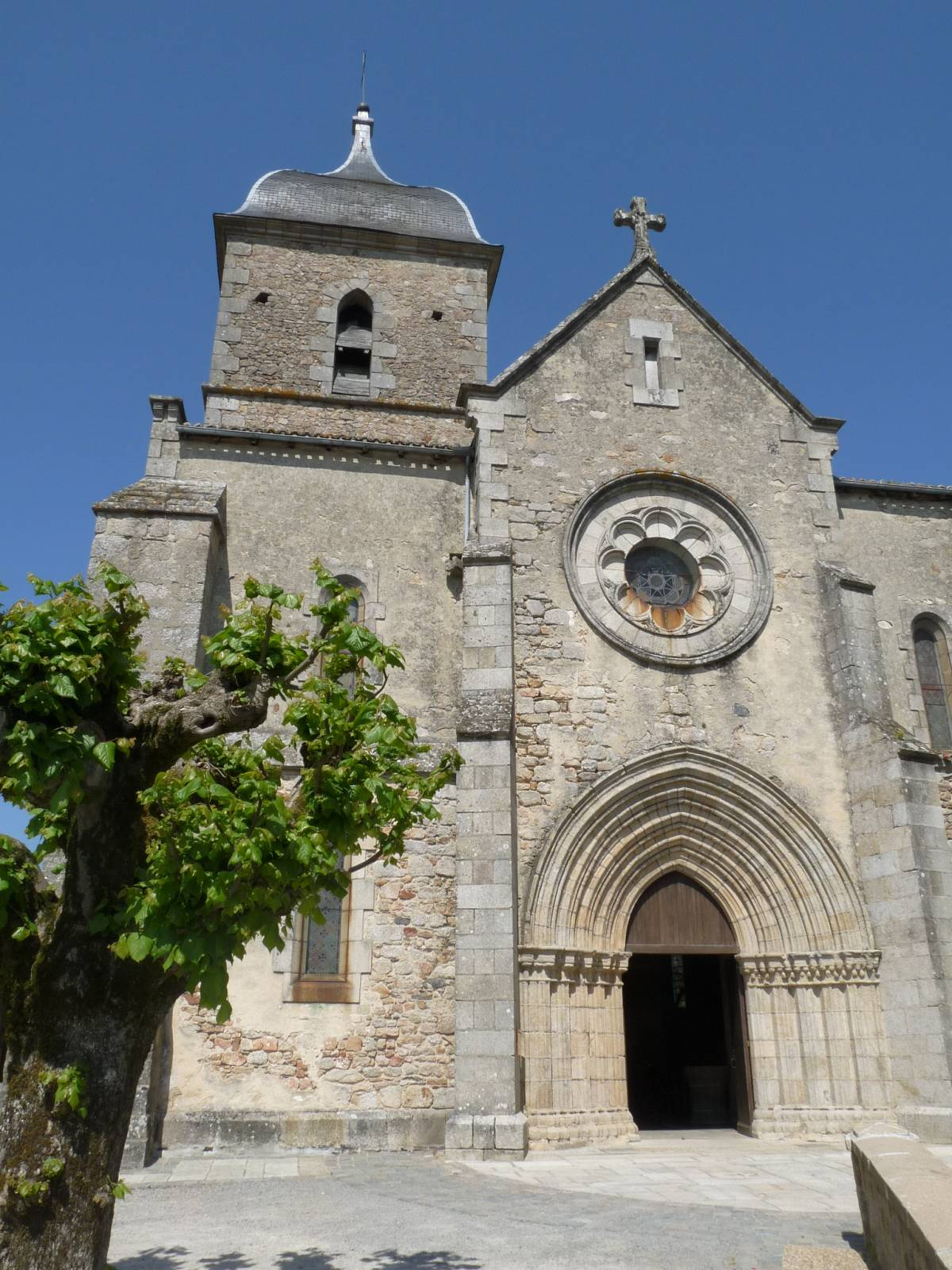
La façade et le clocher.
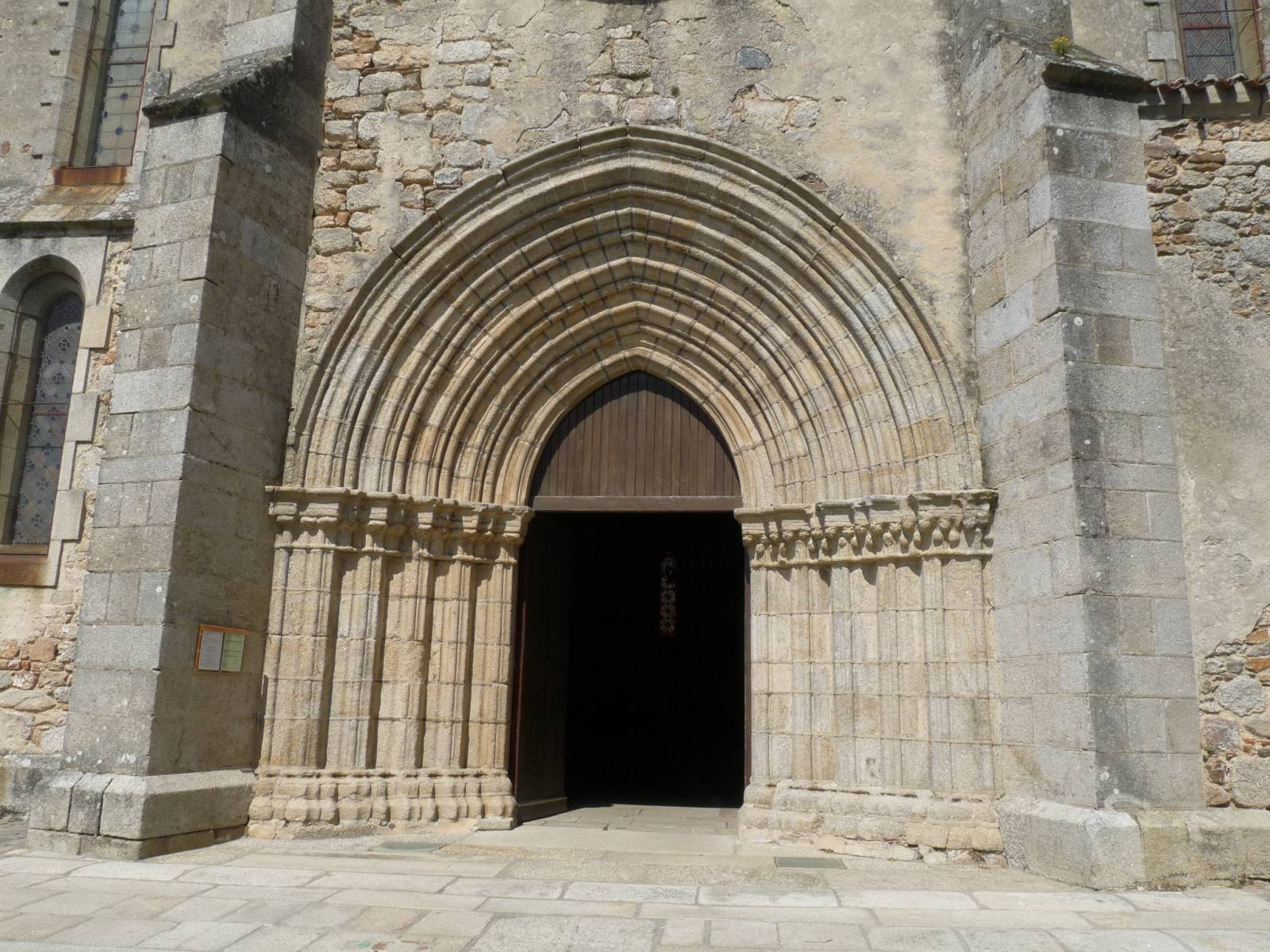
Le portail.
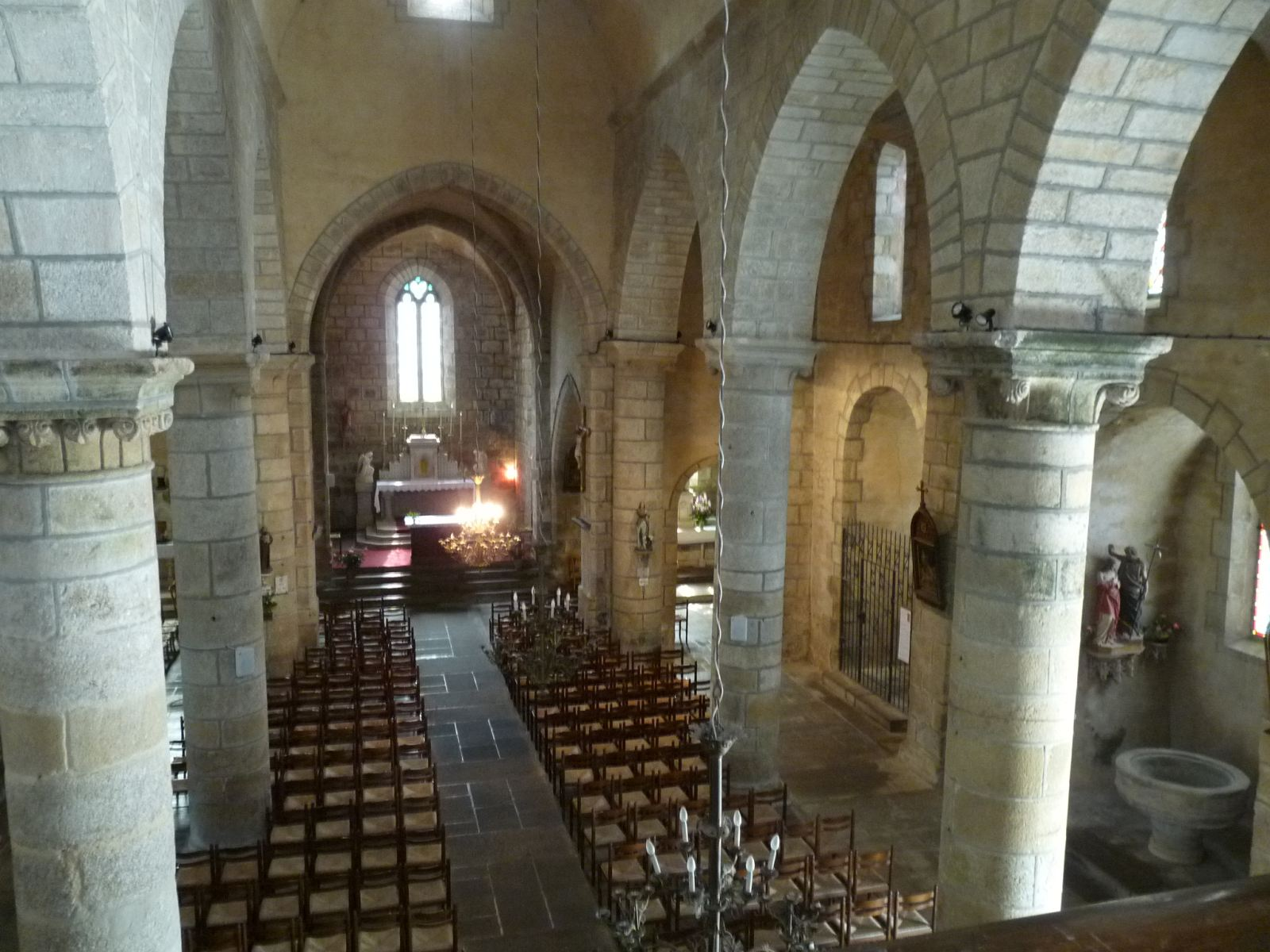
L'intérieur.
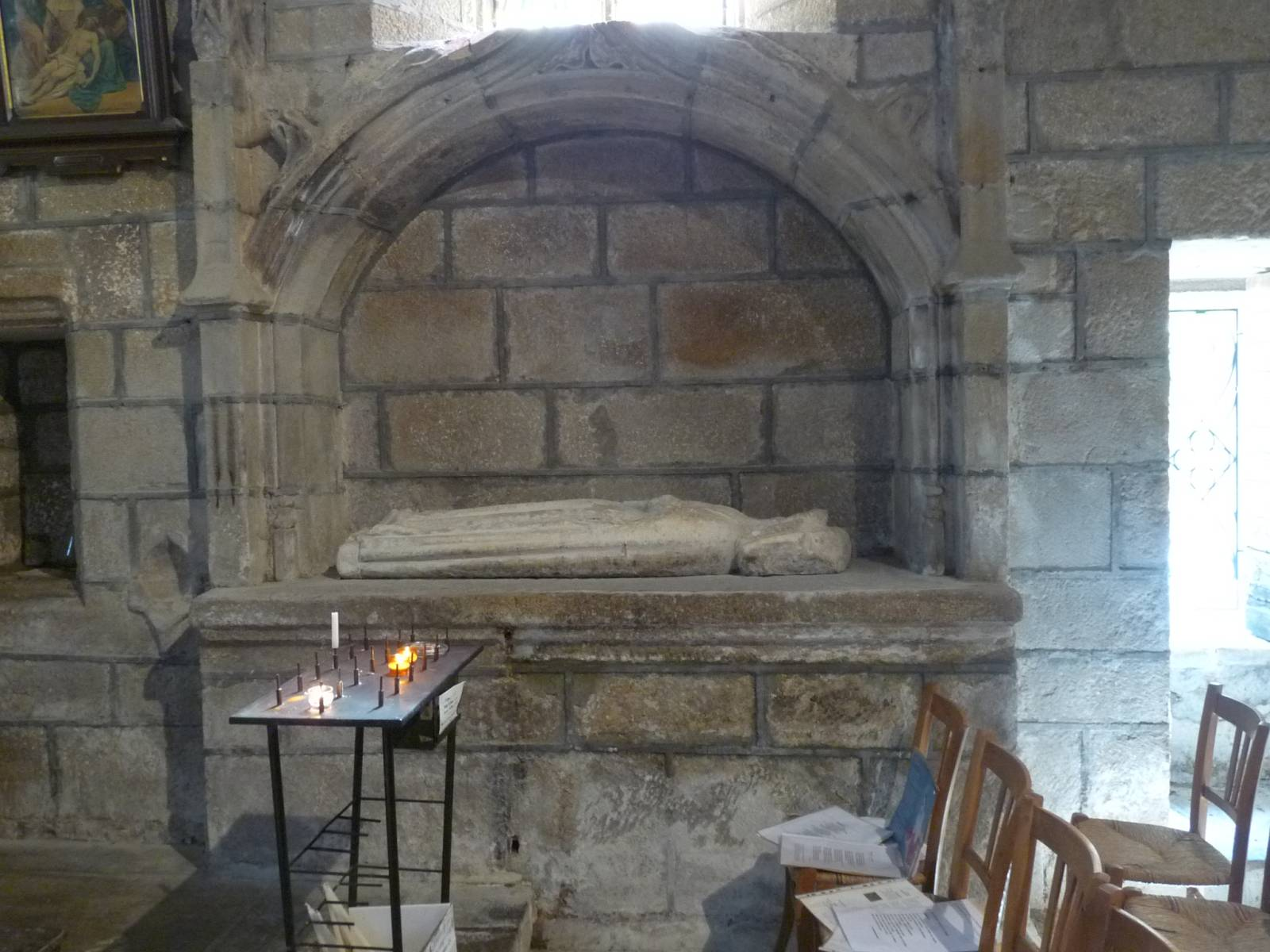
Gisant et enfeu de Marguerite de Chabot.

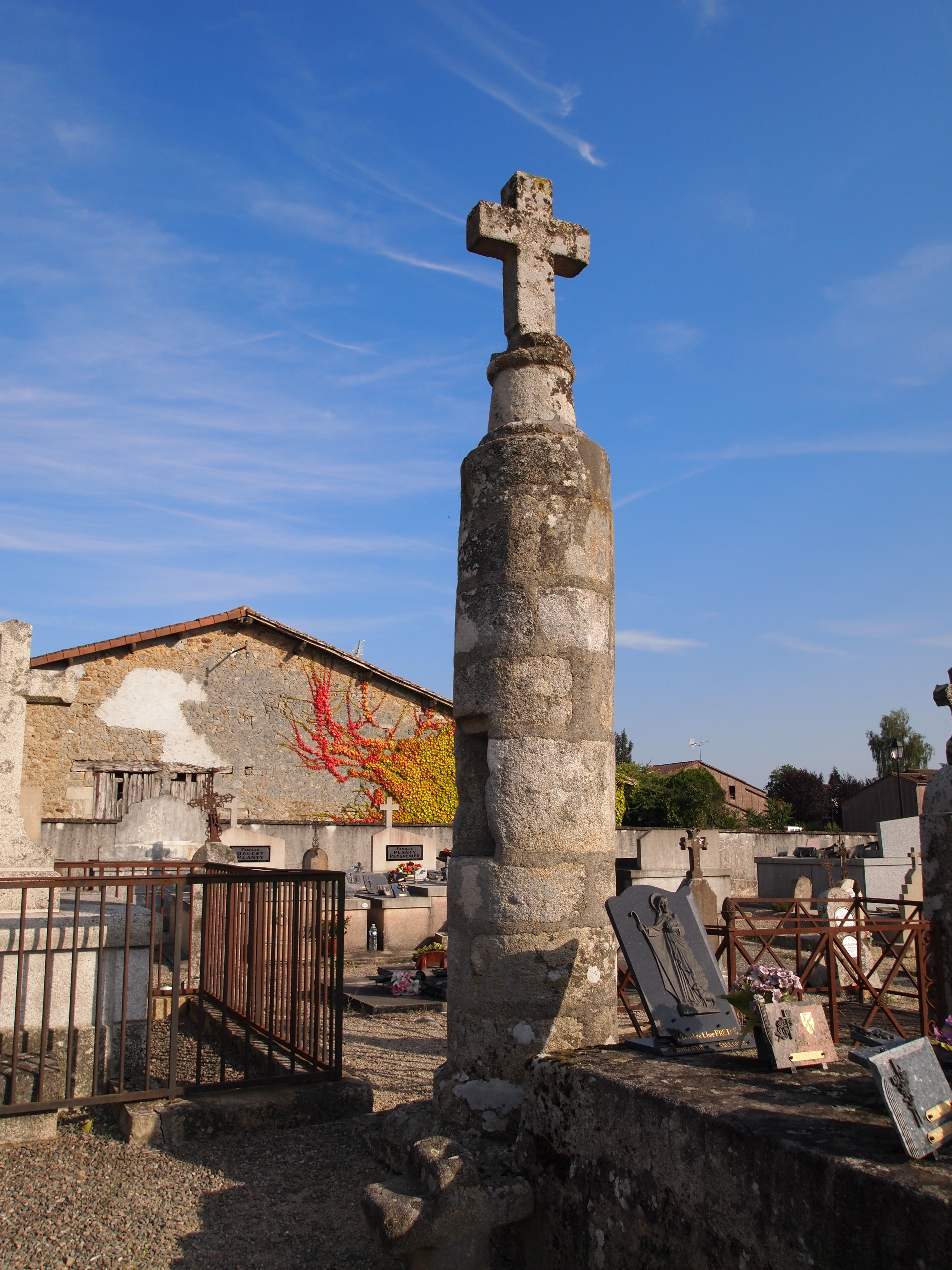
La lanterne des morts.

La lanterne des morts du XIIe siècle située dans le cimetière est inscrite monument historique depuis 1932 en même temps qu'un mausolée lui aussi du XIIe siècle situé dans une grange du hameau de la Boulonnie, à l'est du bourg. Ce mausolée, de plan hexagonal et haut de trois mètres, rappelant celui construit dans l'église monolithe d'Aubeterre, était dédié à saint Georges et il était celui d'un ancien ermite, peut-être nommé Georges,.

#### Patrimoine civil
Du donjon carré du XIe siècle qui comportait sept étages pour une hauteur de 41 mètres il ne reste qu'un étage après un effondrement partiel au XVIIIe siècle et une démolition en 1825.
Du château reste le portail Renaissance sculpté de feuilles d'acanthe et orné de fleurs et d'oiseaux.
On peut aussi trouver un menhir et deux tumuli au sud-ouest de la commune, près de la Vallade, sur le versant nord de la vallée du Goire.

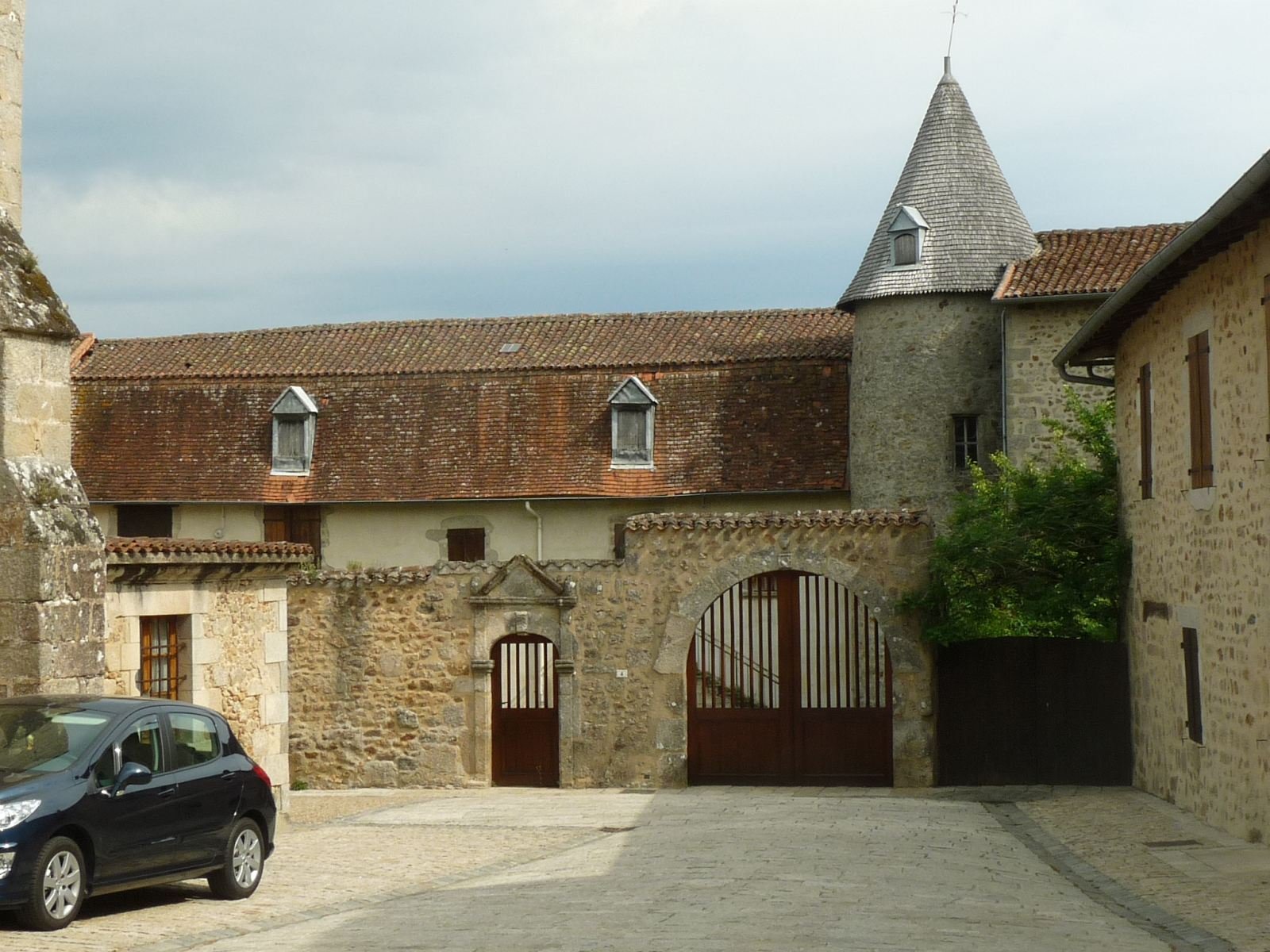
Logis près de l'église.
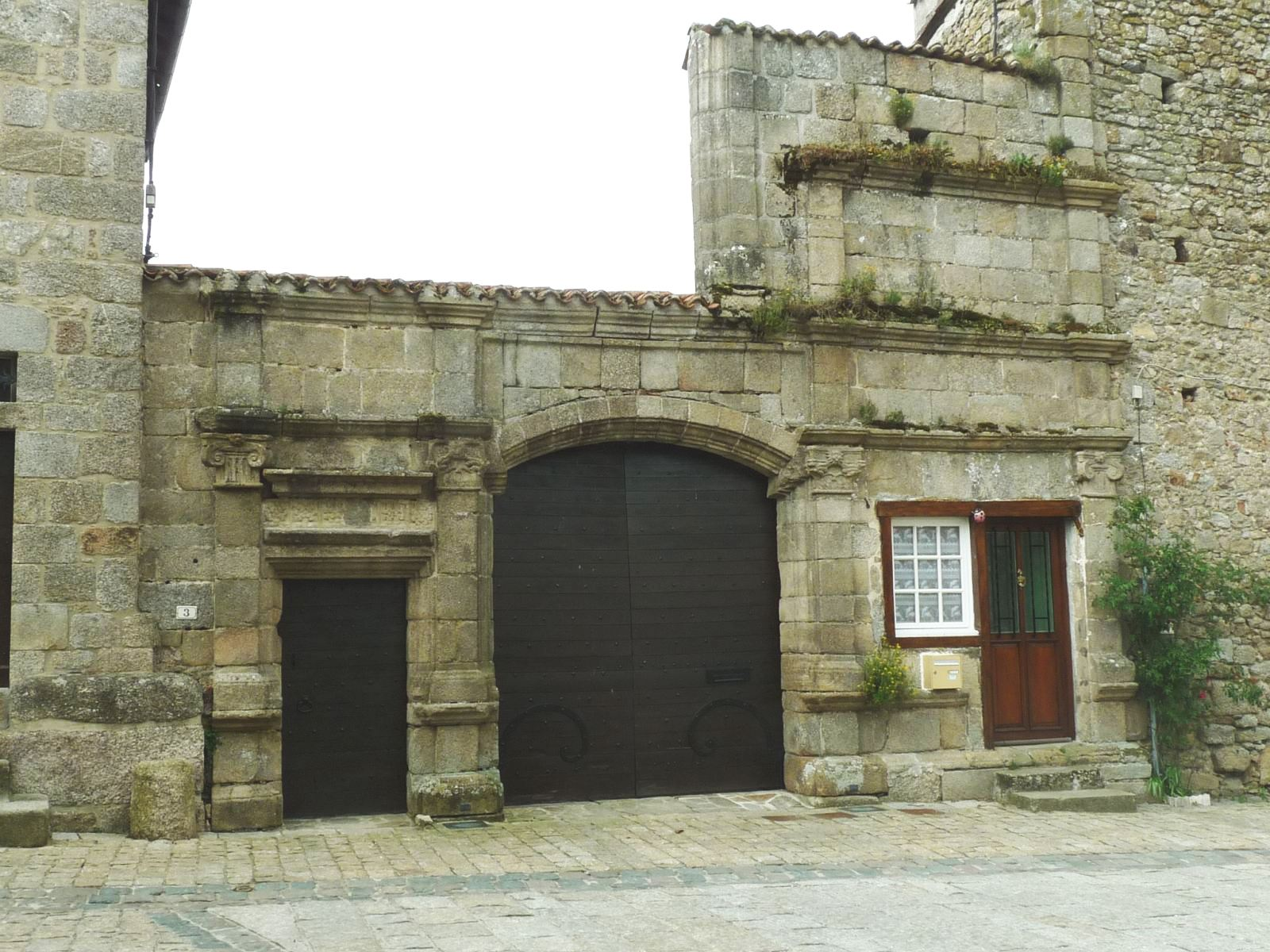
Portail Renaissance.
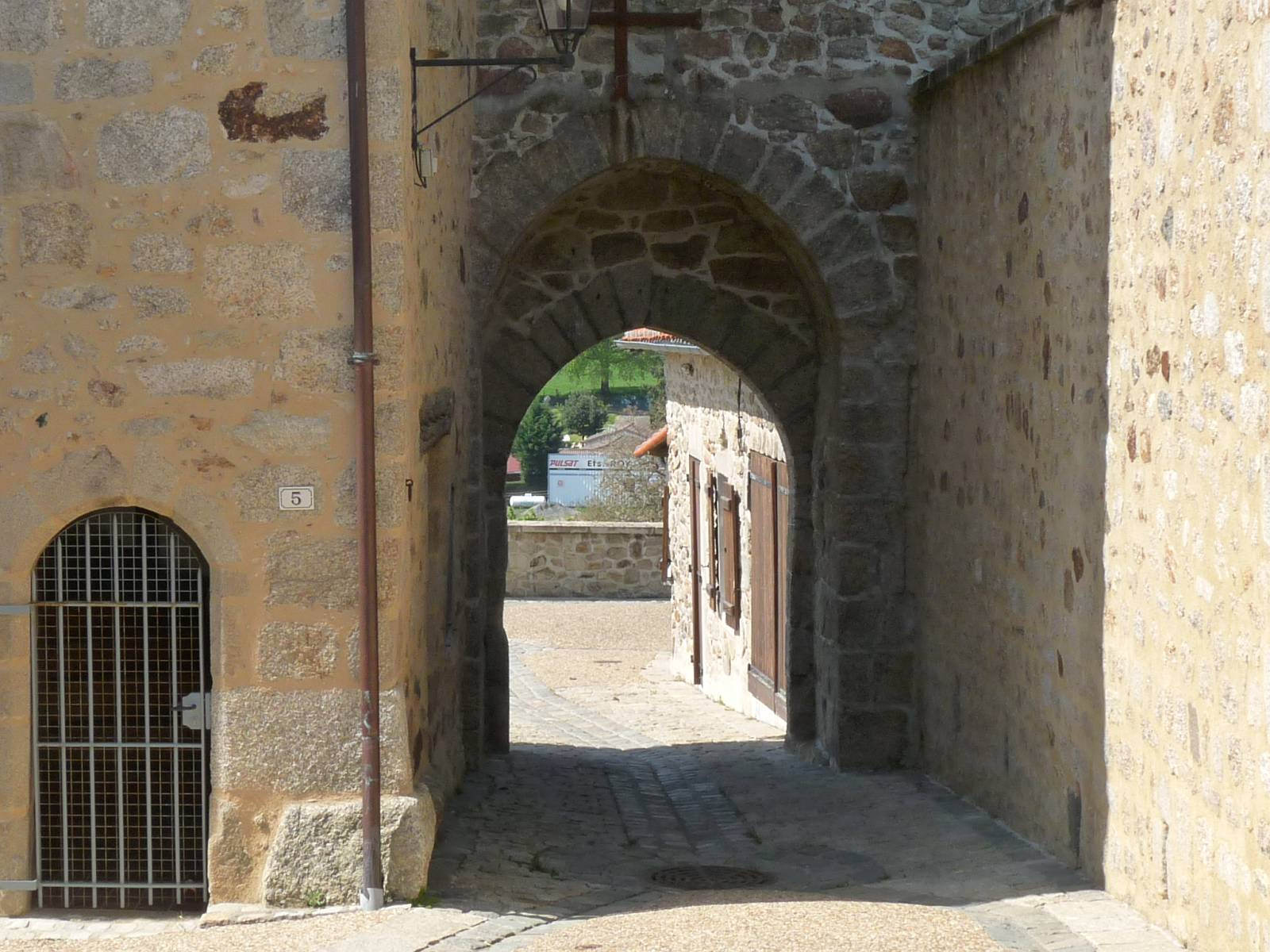
Porte occidentale.
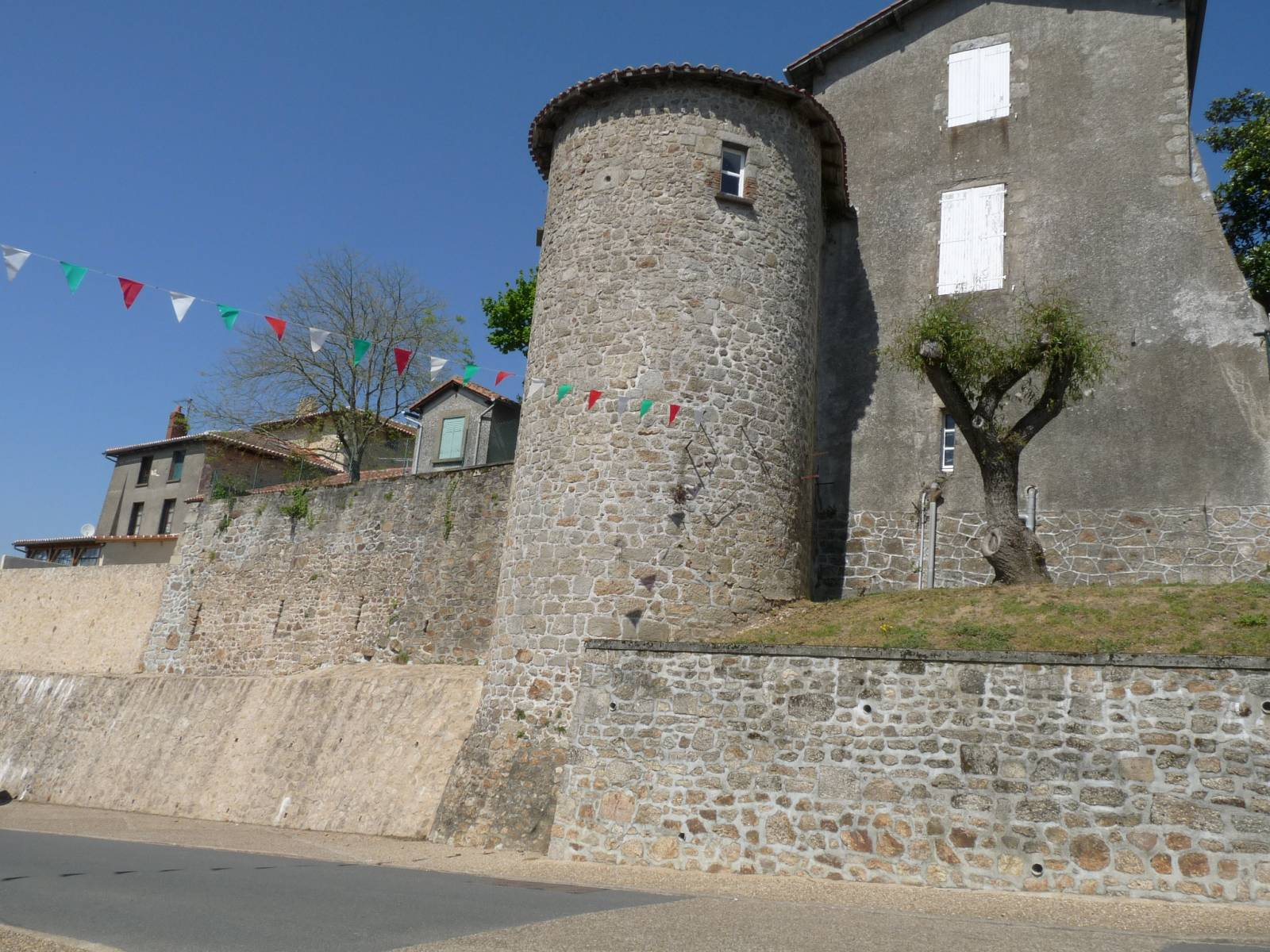
Tour et vestige de rempart sud.
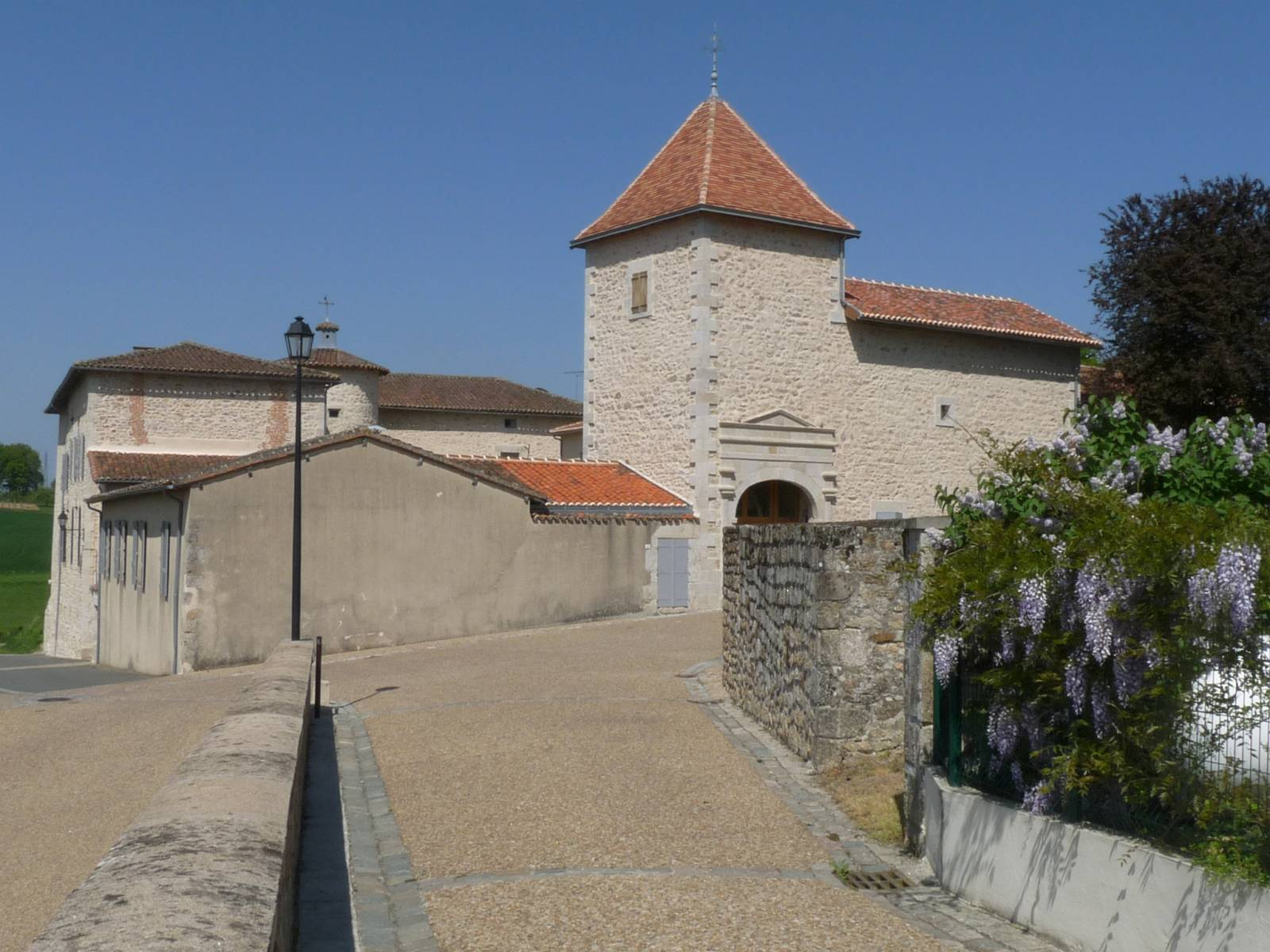
Autre logis en dehors des remparts.
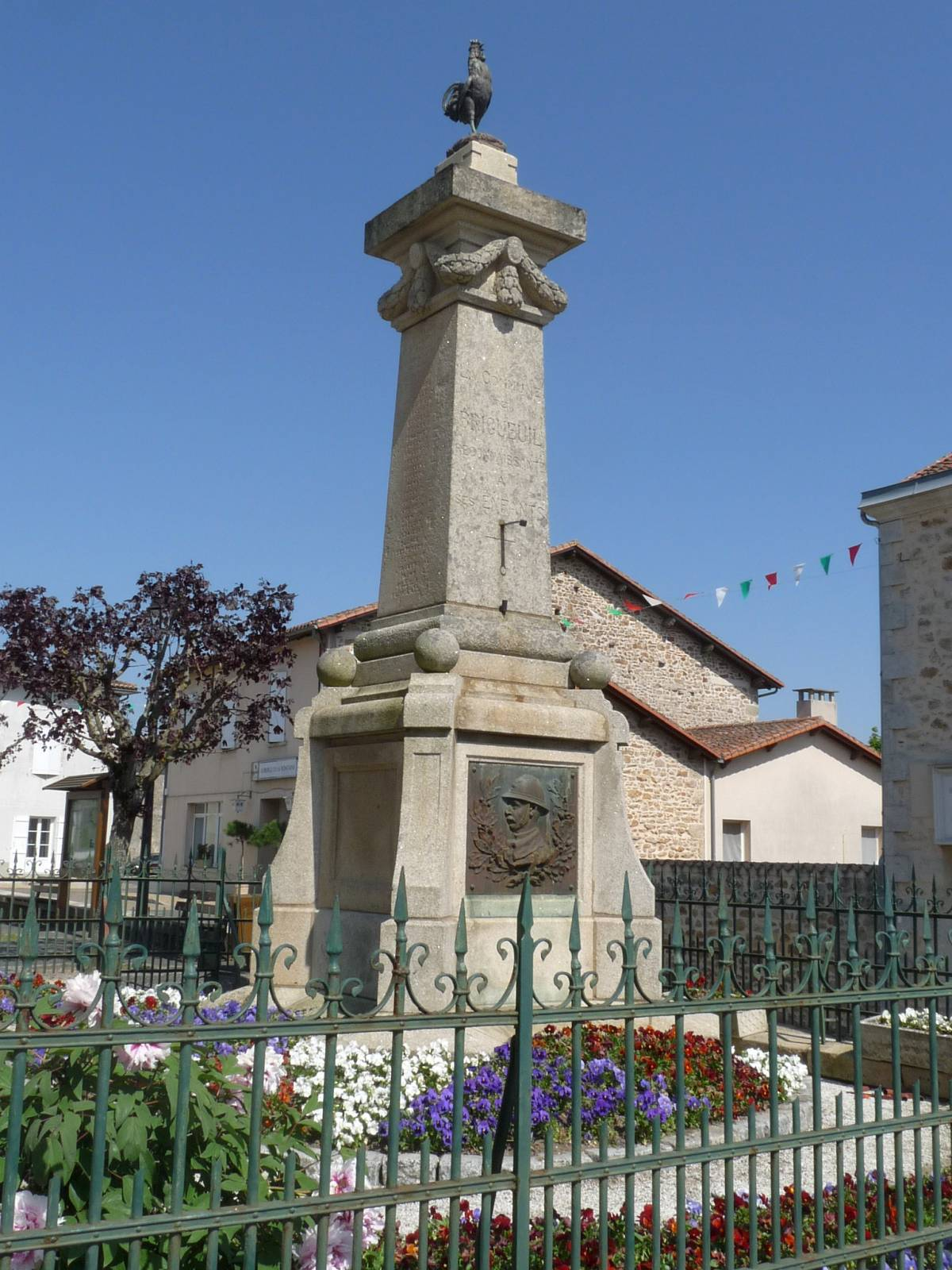
Monument aux morts 1914-1918.
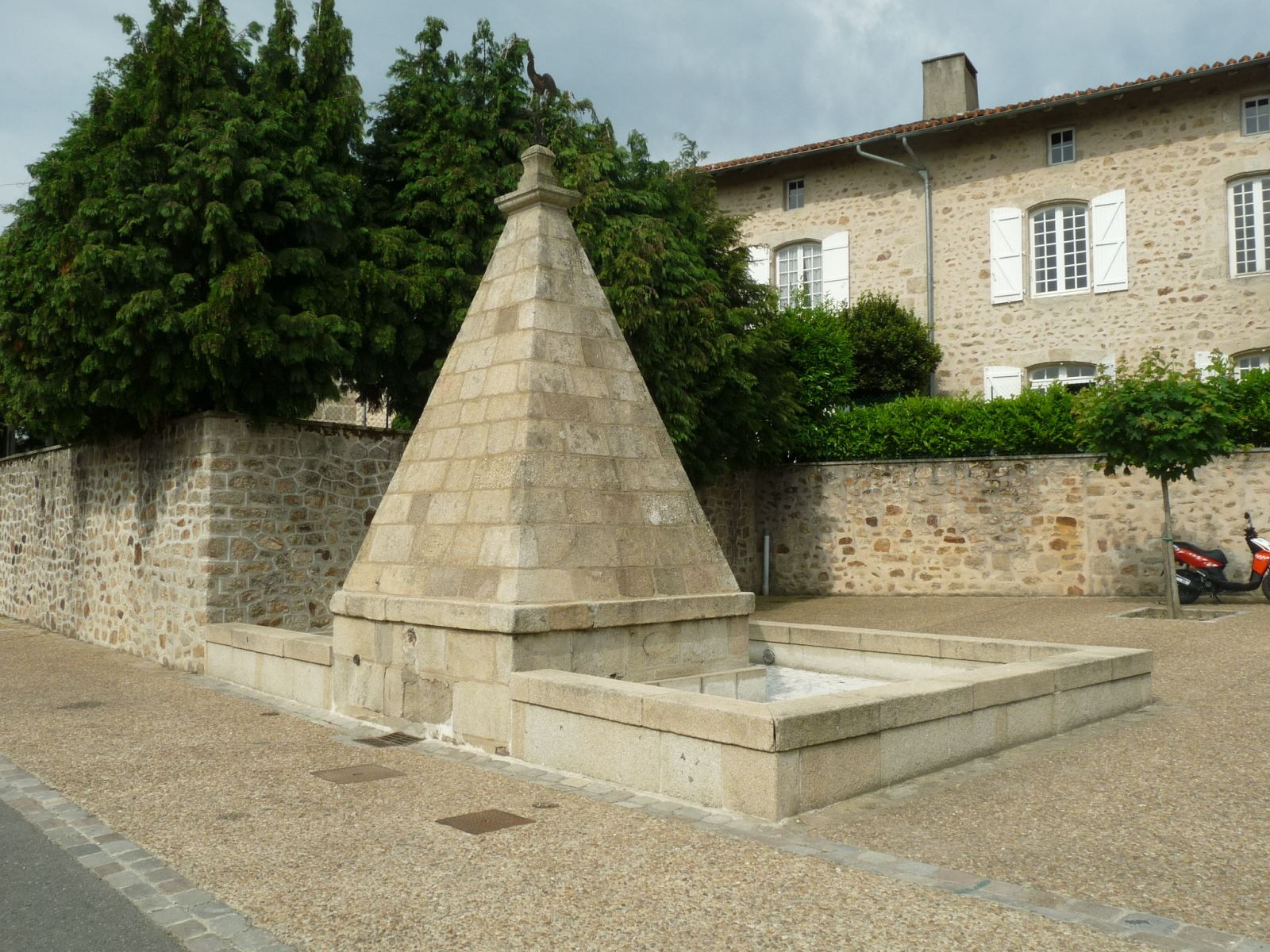
Fontaine.

### Héraldique
| Blason de Brigueuil | Blason  | Écartelé : aux 1er et 4e d'argent au lion de sable, armé et lampassé de gueules, aux 2e et 3e de gueules à l'aigle d'or. |
| Blason de Brigueuil | Détails | Le statut officiel du blason reste à déterminer.                                                                         |